# Sternotomis lequeuxi
Sternotomis lequeuxi är en skalbaggsart som beskrevs av Allard 1993. Sternotomis lequeuxi ingår i släktet Sternotomis och familjen långhorningar. Inga underarter finns listade i Catalogue of Life.